# Nguyễn Huệ Chi
Nguyễn Huệ Chi sinh ngày 4 tháng 7 năm 1938, là một giáo sư người Việt Nam, nhà nghiên cứu văn học Việt Nam cổ, trung và cận đại; nguyên Trưởng phòng Văn học Việt Nam cổ cận đại của Viện Văn học; nguyên Chủ tịch Hội đồng Khoa học của Viện Văn học thuộc Viện Khoa học Xã hội Việt Nam, là hội viên Hội Nhà văn Việt Nam từ 1984 tới tháng 5 năm 2015. Giáo sư Nguyễn Huệ Chi còn được biết đến với các bút danh Phương Tri, Huệ Chi, Cánh Hồng, Hy Tuệ. Năm 2009, cùng với Nhà giáo Phạm Toàn và Giáo sư Nguyễn Thế Hùng, ông khởi xướng trang mạng Bauxite Việt Nam.

## Tiểu sử
Nguyễn Huệ Chi là con trai của nhà nghiên cứu văn hóa dân gian, Giáo sư Nguyễn Đổng Chi và anh ruột nhà nghiên cứu mỹ thuật cổ, Phó giáo sư Nguyễn Du Chi; người làng Ích Hậu, huyện Can Lộc nay là huyện Thạch Hà, tỉnh Hà Tĩnh. Ông nội ông là Nguyễn Hiệt Chi tham gia phong trào Duy Tân ở Bình Thuận, từng là đồng sáng lập Công ty Liên Thành và Trường Dục Thanh (Phan Thiết), nhiều năm sau về dạy Trường Quốc học Huế và Trường Quốc học Vinh. Thuở nhỏ, ông học tại Trường Phan Đình Phùng, Hà Tĩnh, và khi bước vào đời sinh viên, ông theo học khóa đầu tiên của Khoa Ngữ văn, Trường Đại học Tổng hợp Hà Nội và tốt nghiệp vào năm 1959.
Trong khoảng từ năm 1959 đến năm 1960 ông là biên tập viên Nhà xuất bản Lao động. Từ tháng 1 năm 1961, sau khi rời Trường Đại học Tổng hợp Hà Nội một năm, ông chuyển về làm việc tại Viện Văn học. Tại đây, ông tốt nghiệp lớp Đại học Hán học do Viện Văn học tổ chức năm 1968 và năm 1972 (chuyển sang hệ 4 năm). Ông được phong học hàm phó giáo sư năm 1984 và giáo sư năm 1991.
Trong quá trình làm việc ở Viện Văn học, ông lần lượt đảm nhiệm các cương vị: cán bộ nghiên cứu Phòng Văn học Việt Nam cổ cận đại, nghiên cứu viên chính, phó trưởng Phòng Văn học Việt Nam cổ cận đại (1976-1978), trưởng Phòng Văn học Việt Nam cổ cận đại (1978-2003), nghiên cứu viên cao cấp (từ 1991). Ngoài ra ông còn đảm nhiệm các chức vụ: Ủy viên Hội đồng Khoa học Viện Văn học (từ 1968), chủ tịch Hội đồng Khoa học Viện Văn học (1988-1996), Ủy viên Hội đồng Khoa học Xét Phong Học hàm Nhà nước Liên ngành Ngữ Văn (1990-1995).
Năm 1994 ông được Hội Partage ở Pháp mời sang Pháp trình bày về văn hóa truyền thống của Việt Nam. Tại đây ông có dịp gặp gỡ Thiền sư Thích Nhất Hạnh. Trước đấy ông đã viết bài giới thiệu bộ sách Việt Nam Phật giáo sử luận của Nguyễn Lang (bút danh của Thiền sư Thích Nhất Hạnh) và cho in lại bộ sách này đầu tiên ở Việt Nam vào năm 1992.
Năm 2001, William Joiner Center thuộc Viện Đại học Massachusetts mời ông và Giáo sư Hoàng Ngọc Hiến sang Hoa Kỳ tham gia một chương trình nghiên cứu văn hóa Việt Nam ở hải ngoại.
Nguyễn Huệ Chi được xem là người có kiến thức, có tầm suy nghĩ, song về quan điểm thường tỏ ra độc lập, không chịu lệ thuộc vào "khuôn khổ". Nhiều bài báo của ông đăng trên mạng tuy nêu kiến giải học thuật, vẫn không tách hẳn cái nhìn phán xét thời sự ở một cự ly xa gần nào đấy, hoặc gửi gắm mục tiêu dân chủ hóa xã hội, tự do đa nguyên mà ông luôn tâm niệm.
Năm 2009, cùng với nhà văn Phạm Toàn và Giáo sư Nguyễn Thế Hùng, ông khởi xướng trang mạng Bô xít Việt Nam, "tiếng nói phản biện nhiều mặt của người trí thức" về vấn đề khai thác quặng bô-xít (bauxite) và những vấn đề xã hội có liên quan ở Việt Nam.. Theo Bauxite Vietnam ngày 5.9.2013, Nguyễn Huệ Chi đã rút khỏi vị trí quản trị trực tiếp trang này sau 4 năm làm chủ biên tập, nhóm sáng lập đã mời GS Phạm Xuân Yêm đứng ra đảm nhiệm trang này.

## Những công trình chính đã xuất bản

### In riêng
- Mấy vấn đề về sự nghiệp và thơ văn Nguyễn Trãi (1963)
- Mấy vẻ mặt thi ca Việt Nam - Thời kỳ cổ cận đại (1983)
- Hoàng Ngọc Phách, đường đời và đường văn (1996)
- Văn học cổ cận đại Việt Nam từ góc nhìn văn hóa đến các mã nghệ thuật (2013)

### Chủ biên
- Thơ văn Lý-Trần (2 tập, 1977, 1989)
- Nguyễn Trãi, khí phách và tinh hoa của dân tộc (1981)
- Văn học Việt Nam trên những chặng đường chống phong kiến Trung Quốc xâm lược (1981)
- Từ điển văn học (2 tập 1983, 1984)
- Gương mặt văn học Thăng Long (1990)
- Suy nghĩ mới về Nhật ký trong tù (1990)
- Bản dịch trọn vẹn Nhật ký trong tù (1990)
- Nguyễn Bỉnh Khiêm, danh nhân văn hóa (1990)
- Thi hào Nguyễn Khuyến - đời và thơ (1992)
- Nguyễn Gia Thiều - Tiếng khóc nhân loại (1992)
- Nguyễn Quang Bích, nhà yêu nước, nhà thơ (1992)
- Cao Xuân Huy, tư tưởng phương Đông gợi những điểm nhìn tham chiếu (1995)
- Đường vào văn hóa Phần Lan (1996)
- Nguyễn Huy Tự và "Truyện Hoa tiên" (1997)
- Hoàng đế Lê Thánh Tông (1999)
- Truyện truyền kỳ Việt Nam (quyển 2 và 3, 1999)
- Liêu trai chí dị (nghiên cứu và dịch, 5 tập, 1999)
- Từ điển văn học (bộ mới) (2005)
- Chủ biên công trình Thơ văn Lý-Trần tập II, Quyển hạ

## Chính kiến
Giáo sư Nguyễn Huệ Chi có mặt trong danh sách những người đã ký trong Kiến nghị về sửa đổi Hiến pháp 1992 trên trang mạng ông chịu trách nhiệm, được phổ biến vào ngày 19 tháng 1 năm 2013 tại Hà Nội
Ngày 9 tháng 12 năm 2015 ông cùng với 126 người khác, trong đó có các nhân vật tên tuổi như Nhà nghiên cứu Nguyễn Đình Đầu, Thiếu tướng Nguyễn Trọng Vĩnh, TS. Nguyễn Quang A, GS. Hoàng Tụy, GS. Nguyễn Đình Cống, GS. Chu Hảo, GS. Tương Lai, Huỳnh Tấn Mẫm, Hồ Ngọc Nhuận, GS Trần Văn Thọ, GS. Nguyễn Đăng Hưng, Đại sứ Nguyễn Trung, GS. Phạm Xuân Yêm..., đã gửi một bức thư ngỏ đến Bộ Chính trị, Ban Chấp hành Trung ương khóa XI, các đại biểu dự Đại hội lần thứ XII và toàn thể đảng viên Đảng Cộng sản Việt Nam. Bức thư đề nghị "đổi tên đảng (không gọi là Đảng Cộng sản); đổi tên nước (không gọi là Cộng hòa xã hội chủ nghĩa); trả lại tự do cho những người khác chính kiến đang bị giam giữ; chấm dứt sự trấn áp và ngăn chặn nhân dân thực hiện quyền tự do dân chủ theo Hiến pháp" đồng thời nêu ý kiến "Thực tiễn của nước ta cũng như trải nghiệm của nhiều nước trên thế giới đã cho thấy rõ sai lầm và thất bại của đường lối xây dựng chủ nghĩa xã hội theo chủ nghĩa Mác - Lênin".

## Sự kiện cấm xuất cảnh
Hai ngày sau sự kiện, viết trên trang mạng Bauxite Việt Nam Giáo sư Nguyễn Huệ Chi cho biết khi ra Sân bay quốc tế Tân Sơn Nhất ngày 18 tháng 5 năm 2015 để sang Boston thăm gia đình con gái đang định cư tại đây, thì bị công an cửa khẩu giữ lại đưa về đồn gần sân bay, lập biên bản và thu hộ chiếu với lý do không cho xuất cảnh.
Đã có 155 nghệ sĩ, và trí thức trong và ngoài nước kiến nghị và ký tên phản đối vụ việc này, đòi chính quyền giải trình, phải bồi hoàn những tổn thất, phải trả lại hộ chiếu cho Giáo sư Nguyễn Huệ Chi vô điều kiện, và phải chấm dứt việc ngăn cản xuất cảnh đối với những người phản biện, tranh đấu ôn hòa..
Luật sư Hà Nguyễn, một luật sư có bằng hành nghề tại Việt Nam, viết bài trên BBC tiếng Việt, nhận định việc công an Việt Nam không cho Giáo sư Nguyễn Huệ Chi xuất cảnh là trái pháp luật, cụ thể là trái Hiến pháp..